# دراگوش گریگوره
دراگوش گریگوره (رومانیایی: Dragoș Grigore؛ زادهٔ ۷ سپتامبر ۱۹۸۶) بازیکن فوتبال اهل رومانی است.
از باشگاه‌هایی که در آن بازی کرده‌است می‌توان به دینامو بخارست، تولوز و باشگاه ورزشی السیلیه اشاره کرد.
وی همچنین در تیم ملی فوتبال رومانی بازی کرده‌است.